# Thomas Kaminski
Thomas Kaminski (* 23. října 1992 Dendermonde) je belgický profesionální fotbalový brankář, který chytá za anglický klub Luton Town FC a za belgický národní tým.

## Klubová kariéra
Kaminski je odchovanec belgického Gentu, v 16 letech se přesunul do jiného belgického klubu, a to do Germinalu Beerschot. V květnu 2009 debutoval v belgické nejvyšší soutěži.
Na začátku sezóny 2010/11 se stal brankářskou jedničkou klubu, odchytal 31 ligových duelů. V létě 2011 však o místo v brance přišel, a tak přestoupil do Oud-Heverlee Leuven. V říjnu převzal místo brankářské jedničky a sezónu 2011/12 dokončil jako jeden z klíčových hráčů týmu.
V červnu 2012 přestoupil do Anderlechtu, kde plnil roli dvojky za zkušeným brankářem Silviem Protem. Během dvou a půl roku odchytal 14 ligových utkání, nastoupil také do tří zápasů základní skupiny Ligy mistrů a v září 2014 odešel na roční hostování do kyperského klubu Anorthosis Famagusta. V létě 2015 pak odešel na hostování s opcí do dánské Kodaně.
Kaminski se po hostování v Kodani nevrátil do Anderlechtu, ale přestoupil do konkurenčního Kortrijku. V klubu se ihned stal brankářskou jedničkou a během dvou a půl sezóny odchytal 89 soutěžních zápasů.
V lednu 2019 přestoupil do Gentu, se kterým si v sezóně 2019/20 zahrál v Evropské lize. Po roce a půl v dresu Gentu se přesunul do Anglie.
Dne 26. srpna 2020 Kaminski přestoupil k anglickému druholigovému Blackburnu Rovers, s klubem podepsal dvouletou smlouvu s opcí na další rok. Za Blackburn debutoval v Championship 12. září při porážce 3:2 s Bournemouthem. V sezoně 2020/21 odchytal Kaminski 44 soutěžních zápasů a díky svým působivým výkonům během sezony byl vyhlášen nejlepším hráčem sezony. V únoru 2022 podepsal prodloužení smlouvy do konce sezóny 2024/25. V lednu 2023 si poranil kotník a přišel tak o zbytek sezóny 2022/23.
V srpnu 2023 přestoupil Kaminski do nově postoupivšího Luton Townu, který poprvé od sezony 1991/92 postoupil do anglické nejvyšší soutěže. V anglické Premier League debutoval 12. srpna při prohře 1:4 s Brightonem.

## Reprezentační kariéra
Kaminski reprezentoval belgické mládežnické týmy na úrovních U15, U16, U17, U19 a U21. Na seniorské úrovni může mimo Belgii reprezentovat i Polsko, protože jeho otec je polského původu.
V květnu 2014 byl Kaminski poprvé povolán do belgické reprezentace poté, co kvůli zranění nebyl k dispozici kromě brankářské jedničky Thibauta Courtoise ani Koen Casteels, Silvio Proto a Simon Mignolet. Na další pozvánku do reprezentace Kaminski musel počkat až do října 2020 manažerem Robertem Martínezem. V červnu 2021 byl povolán na závěrečný turnaj EURO 2020.